# Östra Kolartorpsgölen
Östra Kolartorpsgölen är en sjö i Hallsbergs kommun i Närke och ingår i Motala ströms huvudavrinningsområde. Sjöns area är 0,003 kvadratkilometer och den befinner sig 105 meter över havet.